# Olympische Sommerspiele 1980/Teilnehmer (Italien)
| Gelbes Symbol für Goldmedaillen mit stilisierten Olympischen Ringen | Graues Symbol für Silbermedaillen mit stilisierten Olympischen Ringen | Braundes Symbol für Bronzemedaillen mit stilisierten Olympischen Ringen |
| ------------------------------------------------------------------- | --------------------------------------------------------------------- | ----------------------------------------------------------------------- |
| 8                                                                   | 3                                                                     | 4                                                                       |

Italien nahm an den Olympischen Sommerspielen 1980 in Moskau mit einer Delegation von 158 Athleten (120 Männer und 38 Frauen) an 88 Wettkämpfen in 19 Sportarten teil.
Vor dem Hintergrund einer teilweisen Unterstützung des von den USA angeführten Boykotts der Olympischen Sommerspiele 1980 trat Italien unter der olympischen Flagge anstelle seiner Nationalflagge an. 
Die italienischen Sportler gewannen acht Gold-, drei Silber- und vier Bronzemedaillen. Olympiasieger wurden die Leichtathleten Pietro Mennea über 200 Meter, Maurizio Damilano im 20-km-Gehen und Sara Simeoni im Hochsprung, der Boxer Patrizio Oliva im Halbweltergewicht, der Reiter Federico Roman im Vielseitigkeitsreiten, der Judoka Ezio Gamba im Leichtgewicht, der Sportschütze Luciano Giovannetti im Trap und der Freistilringer Claudio Pollio im Papiergewicht.

## Teilnehmer nach Sportarten

### Basketball
Männer
- Silber 
Cándido Sibilio
Romeo Sacchetti
Roberto Brunamonti
Mike Sylvester
Enrico Gilardi
Fabrizio Della Fiori
Marco Solfrini
Marco Bonamico
Dino Meneghin
Renato Villalta
Renzo Vecchiato
Pierluigi Marzorati
Pietro Generali

Frauen
- 6. Platz
Antonietta Baistrocchi
Bianca Rossi
Chiara Guzzonato
Emanuela Silimbani
Lidia Gorlin
Mariangela Piancastelli
Marinella Draghetti
Nunziata Serradimigni
Orietta Grossi
Roberta Faccin
Rosanna Vergnano
Wanda Sandon

### Bogenschießen
Männer
- Giancarlo Ferrari
Einzel: Bronze

- Sante Spigarelli
Einzel: 14. Platz

Frauen
- Franca Capetta
Einzel: 10. Platz

### Boxen
- Carlo Russolillo
Leichtgewicht: in der 1. Runde ausgeschieden

- Patrizio Oliva
Halbweltergewicht: Gold

- Benedetto Gravina
Halbmittelgewicht: in der 1. Runde ausgeschieden

- Francesco Damiani
Schwergewicht: im Viertelfinale ausgeschieden

### Fechten
Männer
- Federico Cervi
Florett: 21. Platz

- Stefano Bellone
Degen: 13. Platz

- Marco Falcone
Degen: 28. Platz

- Angelo Mazzoni
Degen: 29. Platz

- Michele Maffei
Säbel: 6. Platz
Säbel Mannschaft: Silber

- Ferdinando Meglio
Säbel: 7. Platz
Säbel Mannschaft: Silber

- Mario Aldo Montano
Säbel: 19. Platz
Säbel Mannschaft: Silber

- Marco Romano
Säbel Mannschaft: Silber

- Giovanni Scalzo
Säbel Mannschaft: Silber

Frauen
- Dorina Vaccaroni
Florett: 6. Platz
Florett Mannschaft: 5. Platz

- Anna Rita Sparaciari
Florett: 19. Platz
Florett Mannschaft: 5. Platz

- Susanna Batazzi
Florett: 27. Platz
Florett Mannschaft: 5. Platz

- Carola Mangiarotti
Florett Mannschaft: 5. Platz

- Clara Mochi
Florett Mannschaft: 5. Platz

### Gewichtheben
- Gaetano Tosto
Fliegengewicht: 9. Platz

- Vincenzo Pedicone
Mittelgewicht: 10. Platz

- Norberto Oberburger
Mittelschwergewicht: 10. Platz

### Judo
- Ezio Gamba
Leichtgewicht: Gold

### Kanu
Männer
- Oreste Perri
Einer-Kajak 1000 m: 5. Platz

- Antonio Mastrandea
Zweier-Kajak 500 m: im Halbfinale ausgeschieden
Zweier-Kajak 1000 m: 9. Platz

- Danio Merli
Zweier-Kajak 500 m: im Halbfinale ausgeschieden
Zweier-Kajak 1000 m: 9. Platz

Frauen
- Luisa Ponchio
Zweier-Kajak 500 m: im Halbfinale ausgeschieden

- Elisabetta Introini
Zweier-Kajak 500 m: im Halbfinale ausgeschieden

### Leichtathletik
Männer
- Pietro Mennea
100 m: im Halbfinale ausgeschieden
200 m: Gold 
4-mal-400-Meter-Staffel: Bronze

- Mauro Zuliani
400 m: im Halbfinale ausgeschieden
4-mal-400-Meter-Staffel: Bronze

- Roberto Tozzi
400 m: im Viertelfinale ausgeschieden
4-mal-400-Meter-Staffel: Bronze

- Stefano Malinverni
400 m: im Viertelfinale ausgeschieden
4-mal-400-Meter-Staffel: Bronze

- Carlo Grippo
800 m: im Halbfinale ausgeschieden

- Vittorio Fontanella
1500 m: 5. Platz

- Massimo Magnani
Marathon: 8. Platz

- Marco Marchei
Marathon: 35. Platz

- Giuseppe Gerbi
3000 m Hindernis: 6. Platz

- Roberto Volpi
3000 m Hindernis: im Halbfinale ausgeschieden

- Maurizio Damilano
20 km Gehen: Gold

- Giorgio Damilano
20 km Gehen: 11. Platz

- Marco Tamberi
Hochsprung: 15. Platz

- Oscar Raise
Hochsprung: 18. Platz

- Paolo Borghi
Hochsprung: 20. Platz

- Gian Paolo Urlando
Hammerwurf: 7. Platz

- Sandro Brogini
Zehnkampf: Wettkampf nicht beendet

Frauen
- Maria Masullo
100 m: im Viertelfinale ausgeschieden
200 m: im Viertelfinale ausgeschieden

- Erica Rossi
400 m: im Vorlauf ausgeschieden
4-mal-400-Meter-Staffel: im Vorlauf ausgeschieden

- Gabriella Dorio
800 m: 8. Platz
1500 m: 4. Platz

- Daniela Porcelli
800 m: im Vorlauf ausgeschieden
4-mal-400-Meter-Staffel: im Vorlauf ausgeschieden

- Agnese Possamai
800 m: im Vorlauf ausgeschieden
1500 m: im Vorlauf ausgeschieden
4-mal-400-Meter-Staffel: im Vorlauf ausgeschieden

- Rossana Lombardo
4-mal-400-Meter-Staffel: im Vorlauf ausgeschieden

- Sara Simeoni
Hochsprung: Gold

- Cinzia Petrucci
Kugelstoßen: 14. Platz

- Fausta Quintavalla
Speerwurf: 12. Platz

### Moderner Fünfkampf
- Pierpaolo Cristofori
Einzel: 17. Platz

### Radsport
- Marco Cattaneo
Straßenrennen: 14. Platz

- Gianni Giacomini
Straßenrennen: 18. Platz
Straße Mannschaftszeitfahren: 5. Platz

- Giuseppe Petito
Straßenrennen: 27. Platz

- Alberto Minetti
Straßenrennen: Rennen nicht beendet
Straße Mannschaftszeitfahren: 5. Platz

- Mauro De Pellegrini
Straße Mannschaftszeitfahren: 5. Platz

- Ivano Maffei
Straße Mannschaftszeitfahren: 5. Platz
Bahn Mannschaftsverfolgung 4000 m: 4. Platz

- Ottavio Dazzan
Bahn Sprint: 8. Platz

- Guido Bontempi
Bahn 1000 m Zeitfahren: 4. Platz
Bahn Mannschaftsverfolgung 4000 m: 4. Platz

- Pierangelo Bincoletto
Bahn Einerverfolgung 4000 m: 7. Platz
Bahn Mannschaftsverfolgung 4000 m: 4. Platz

- Silvestro Milani
Bahn Mannschaftsverfolgung 4000 m: 4. Platz

### Reiten
- Federico Roman
Vielseitigkeit: Gold 
Vielseitigkeit Mannschaft: Silber

- Anna Casagrande
Vielseitigkeit: 7. Platz
Vielseitigkeit Mannschaft: Silber

- Mauro Roman
Vielseitigkeit: 8. Platz
Vielseitigkeit Mannschaft: Silber

- Marina Sciocchetti
Vielseitigkeit: 9. Platz
Vielseitigkeit Mannschaft: Silber

### Ringen
- Vincenzo Maenza
Papiergewicht, griechisch-römisch: 7. Platz

- Antonio Caltabiano
Bantamgewicht, griechisch-römisch: 5. Platz

- Antonio La Penna
Superschwergewicht, griechisch-römisch: in der 2. Runde ausgeschieden

- Claudio Pollio
Papiergewicht, Freistil: Gold

- Antonio La Bruna
Bantamgewicht, Freistil: in der 3. Runde ausgeschieden

- Riccardo Niccolini
Weltergewicht, Freistil: 8. Platz

### Rudern
- Franco Valtorta
Zweier ohne Steuermann: 11. Platz

- Antonio Baldacci
Zweier ohne Steuermann: 11. Platz

- Antonio Dell’Aquila
Zweier mit Steuermann: 7. Platz

- Giuseppe Abbagnale
Zweier mit Steuermann: 7. Platz

- Giuseppe Di Capua
Zweier mit Steuermann: 7. Platz

### Schießen
- Roberto Ferraris
Schnellfeuerpistole 25 m: 5. Platz
Freie Pistole 50 m: 24. Platz

- Gianfranco Mantelli
Schnellfeuerpistole 25 m: 12. Platz

- Enrico Rabbachin
Freie Pistole 50 m: 11. Platz

- Walter Frescura
Kleinkalibergewehr liegend 50 m: 8. Platz

- Giovanni Mezzani
Laufende Scheibe 50 m: 7. Platz

- Italo Mari
Laufende Scheibe 50 m: 16. Platz

- Luciano Giovannetti
Trap: Gold

- Silvano Basagni
Trap: 7. Platz

- Celso Giardini
Skeet: 5. Platz

- Romano Garagnani
Skeet: 28. Platz

### Schwimmen
Männer
- Raffaele Franceschi
100 m Freistil: 5. Platz
4-mal-200-Meter-Freistil-Staffel: 5. Platz

- Fabrizio Rampazzo
100 m Freistil: im Vorlauf ausgeschieden
200 m Freistil: 8. Platz
100 m Schmetterling: im Halbfinale ausgeschieden
4-mal-200-Meter-Freistil-Staffel: 5. Platz

- Paolo Revelli
100 m Freistil: im Vorlauf ausgeschieden
200 m Freistil: 6. Platz
200 m Schmetterling: im Vorlauf ausgeschieden
4-mal-200-Meter-Freistil-Staffel: 5. Platz

- Andrea Ceccarini
4-mal-200-Meter-Freistil-Staffel: 5. Platz

- Federico Silvestri
4-mal-200-Meter-Freistil-Staffel: 5. Platz

- Giovanni Franceschi
400 m Lagen: im Vorlauf ausgeschieden

Frauen
- Monica Vallarin
100 m Freistil: im Vorlauf ausgeschieden
4-mal-100-Meter-Lagen-Staffel: 5. Platz

- Roberta Felotti
400 m Freistil: im Vorlauf ausgeschieden
800 m Freistil: im Vorlauf ausgeschieden

- Manuela Carosi
100 m Rücken: 8. Platz
200 m Rücken: im Vorlauf ausgeschieden

- Laura Foralosso
100 m Rücken: im Vorlauf ausgeschieden
4-mal-100-Meter-Lagen-Staffel: 5. Platz

- Monica Bonon
100 m Brust: 8. Platz

- Sabrina Seminatore
100 m Brust: im Vorlauf ausgeschieden
200 m Brust: im Vorlauf ausgeschieden
4-mal-100-Meter-Lagen-Staffel: 5. Platz

- Cinzia Savi Scarponi
100 m Schmetterling: im Vorlauf ausgeschieden
200 m Schmetterling: im Vorlauf ausgeschieden
4-mal-100-Meter-Lagen-Staffel: 5. Platz

### Segeln
- Ernesto Treves
470er: 7. Platz

- Silvio Necchi
470er: 7. Platz

- Alfio Peraboni
Star: Bronze

- Giorgio Gorla
Star: Bronze

- Marco Savelli
Flying Dutchman: 10. Platz

- Roberto Gazzei
Flying Dutchman: 10. Platz

### Volleyball
Männer
- 9. Platz
Antonio Bonini
Claudio Di Coste
Fabio Innocenti
Fabrizio Nassi
Francesco Dall’Olio
Franco Bertoli
Giancarlo Dametto
Giovanni Lanfranco
Giulio Belletti
Mauro Di Bernardo
Sebastiano Greco
Stefano Sibani

### Wasserball
- 8. Platz
Alberto Alberani Samaritani
Roldano Simeoni
Alfio Misaggi
Sante Marsili
Massimo Fondelli
Gianni De Magistris
Antonello Steardo
Paolo Ragosa
Romeo Collina
Enzo D’Angelo
Umberto Panerai

### Wasserspringen
Männer
- Franco Cagnotto
3 m Kunstspringen: Bronze